# Единадесети нескорострелен артилерийски полк
Единадесети артилерийски нескорострелен полк е български артилерийски полк, формиран през 1912 година, взел участие в Балканската (1912 – 1913), Междусъюзническата (1913) и Първата световна война (1915 – 1918).

## Формиране
Историята на полка започва на 17 септември 1912 година, когато в Пловдив се формира Единадесети нескорострелен артилерийски полк, като се състои от щаб, две отделения по три батареи и нестроеви взвод. Влиза в състава на 11-а пехотна дивизия. За командир на полка е назначен подполковник Йеротей Сирманов. През юли 1913 г. е демобилизиран.

## Първа световна война (1915 – 1918)
През Първата световна война (1915 – 1918) на 18 септември 1915 г. в София към 4-ти артилерийски полк е формирано Единадесето нескорострелно артилерийско отделение. Състои се от две батареи, влиза в състава на 11-а пехотна македонска дивизия и заминава на фронта. Командването на отделението е поверено на майор Христо Димитров. На 31 декември 1915 г. полкът се завръща в София. На 27 януари 1916 г. съгласно предписание № 830 на инспектора на Артилерията (полковник Стефан Белов) отделението се разделя и командирова, като част от щаба и нестроевият взвод заминават за Шумен, 4-та батарея е придадена към Артилерийската инспекция със специално предназначение, а 5-а батарея към 12-а сборна дивизия в Плевен.

## Наименования
През годините полкът носи различни имена според претърпените реорганизации:
- Единадесети нескорострелен артилерийски полк (17 септември 1912 – юли 1913)
- Единадесето нескорострелно артилерийско отделение (18 септември 1915 – 27 януари 1916)

## Командири
- Полковник Йеротей Сирманов (1912 – 1913)
- Майор (подполк. от 27.02.1917 г.) Христо Димитров (1915 – 1918)